# بروس وینستین
بروس وینستین (انگلیسی: Bruce Winstein؛ زاده ۲۵ سپتامبر ۱۹۴۳ درگذشته ۲۰۱۱) یک فیزیک‌دان اهل ایالات متحده آمریکا بود.